# Drastea
Drastea is een geslacht van vlinders van de familie echte motten (Tineidae). De wetenschappelijke naam van dit geslacht is voor het eerst voorgesteld door Thomas de Grey Walsingham in een publicatie uit 1914.
Dit geslacht is monotypisch, dat wil zeggen dat het maar één soort heeft namelijk Drastea mexica Walsingham, 1914, die in Mexico voorkomt.